# مرد نقره‌ای
مرد نقره‌ای نام یک مجموعه تلویزیونی است که نخستین بار در ماه رمضان ۱۳۹۱ از شبکه شما و چندی بعد از شبکه سوم سیما پخش گردید. این مجموعه تلویزیونی در ۲۶ قسمت ۴۵ دقیقه‌ای به نویسندگی جابر قاسمعلی، کارگردانی کاظم معصومی و تهیه‌کنندگی امیرحسین شریفی در مرکز اصفهان ضبط شده است.

## بازیگران
- سعید نیک‌پور درنقش هادی رادمنش (نادر کوهزاد)
- نیما شاهرخ‌شاهی درنقش دانیال رادمنش
- بهاره افشاری درنقش نورا فلاح (نورا کوهزاد)
- پوریا پورسرخ درنقش مهران
- سارا صوفیانی درنقش مرضیه گلستان
- فریدون سورانی درنقش جمشید
- سهی‌بانو ذوالقدر درنقش مریم
- محمدرضا ترابی
- افسانه صالحی درنقش ناهید
- حسن جویره
- جهانگیر نکویی
- آرام یوسفی‌نیا